# Artritis por microcristales

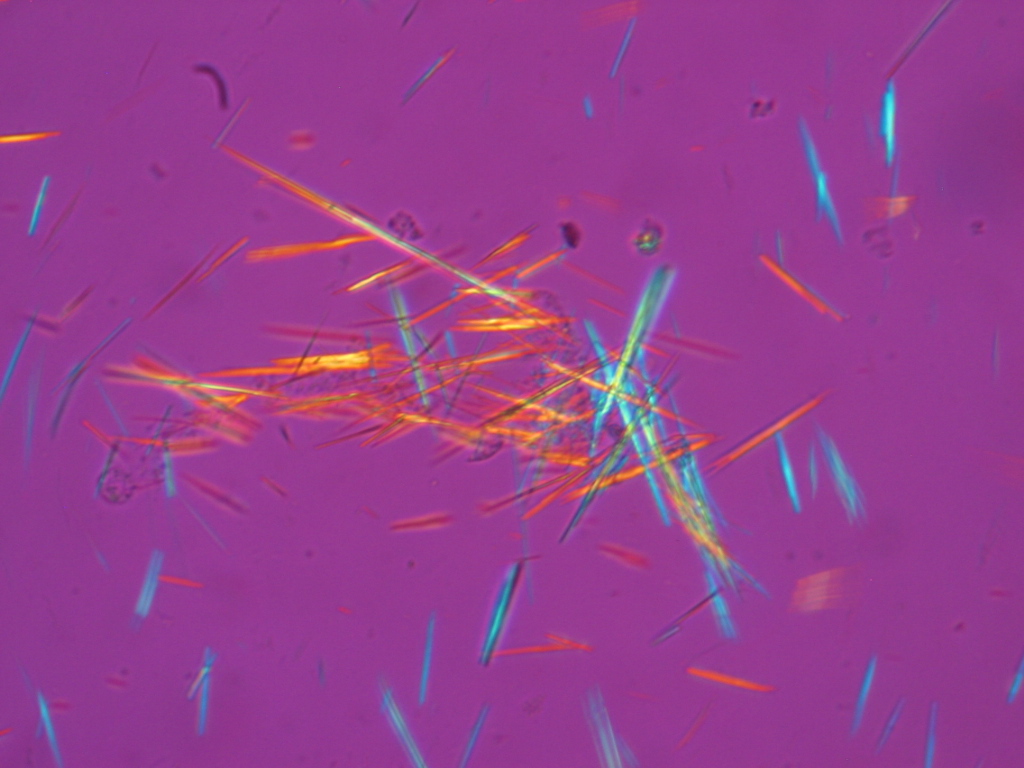
Cristales de ácido úrico de una muestra de líquido sinovial visto con luz polarizada.

La artritis por microcristales es un trastorno de las articulaciones caracterizado por el depósito de pequeños cristales de origen tanto endógeno como exógeno. Las principales manifestaciones son la artritis gotosa y la pseudogota.
Los microcristales endógenos incluyen el urato monosódico, causante de la gota, el pirofosfato cálcico dihidratado y la hidroxiapatita, entre otros. Los microcristales exógenos incluyen los ésteres de corticoides, talco, polietileno, metilmetacrilato y la silicona usados como adhesivos de las prótesis articulares. Los depósitos de estos cristales en las articulaciones causan procesos inflamatorios agudos por interacción con células y proteínas.